# Radar meteorologiczny w Wysogotowie
Radar meteorologiczny w Wysogotowie – radar meteorologiczny znajdujący się w południowo-wschodniej części Wysogotowa, tuż przy granicy Poznania (Ławica). Dojazd od ul. Bukowskiej, na wysokości Toru Poznań.
Radar powstał w 2003. Prowadzi ciągły monitoring zjawisk atmosferycznych, takich jak opady deszczu, czy silne wiatry w promieniu 250 km i umożliwia prognozowanie w tym zakresie z wyprzedzeniem od 2 do 6 godzin. Urządzenie wchodzi w skład krajowej sieci radarowej POLRAD. Rozbudowano je w latach 2000-2004, na potrzeby hydrologicznej i meteorologicznej osłony Polski. Ma ona ostrzegać przed niebezpieczeństwami ze strony natury. Dane z radaru są przekazywane do Radarowego Centrum Operacyjnego IMGW (RCO), gdzie tworzona jest mapa dla całego kraju z ostrzeżeniami i informacjami o sytuacji. 
Generalnym wykonawcą systemu była firma Gematronic GmbH oraz PKiDEP Radwar.